# Comunidad nativa de Santa Martha
Santa Martha es una comunidad nativa kakataibo ubicada en el distrito de Codo del Pozuzo, provincia de Puerto Inca en el departamento de Huánuco en Perú. Posee una extensión de 14 800 hectáreas de territorio, ubicado en las orillas del río Sungaruyacu y una población de 503 habitantes. Su población se compone principalmente de personas nativas pertenecientes al grupo étnico kakataibo, aunque también incluye alrededor del 10% de individuos foráneos y de otras etnias como la asháninka.
Está reconocida como una comunidad nativa según la resolución de reconocimiento R.D. n.º 442-79-ORDL-DRAP de fecha 15 de octubre de 1979 que la enlista como pueblo indígena kakataibo dentro de la base de datos del Estado Peruano. Es una de las cuatro comunidades nativas en el distrito de Codo del Pozuzo y una de las 14 comunidades kakataibo identificadas en la zona amazónica de los departamentos de Huánuco y Ucayali.Por otro lado, Santa Martha ha sido el centro de los asesinatos contra líderes indígenas más recientes y encabeza la lista de las comunidades más afectadas por el narcotráfico en la región.

## Ubicación
Se encuentra en la zona norte de la selva central del Perú, precisamente en la transición entre la selva baja y la selva alta. Al noroeste limita con la Cordillera Azul y al suroeste con la ciudad de Codo del Pozuzo. En la dirección oeste, colinda con la comunidad nativa de Unipacuyacu, mientras que hacia el suroeste comparte límites con un territorio considerado propiedad del estado. La comunidad es accesible principalmente por vías fluviales y terrestres, ambas partiendo desde Puerto Súngaro. El tiempo estimado de viaje por vía fluvial desde Puerto Súngaro hasta la comunidad es de 6 a 7 horas, mientras que por vía terrestre es de 4 horas.

## Historia
Según los expertos culturales, la población migró desde la Amazonía de Iquitos siguiendo el curso del río Amazonas hacia el este. Llegaron finalmente al río Sungaruyacu, donde varias familias se establecieron gradualmente. En sus inicios, la comunidad experimentó cambios frecuentes de ubicación y recibió nombres como Bashin Curus Paty, Maxёoka y Bucuña en el idioma kakataibo. Más tarde, adoptaron la denominación de Santa Martha cuando el Estado los reconoció, en honor a una destacada mujer de la comunidad en esa época. La fundación oficial de la comunidad fue reconocida por el Estado entre 1959 y 1963, con la llegada del primer profesor a la comunidad. Obtuvo el reconocimiento oficial como comunidad nativa el 15 de octubre de 1963 y recibió su título de propiedad en 1986, otorgado por el Organismo de Formalización de la Propiedad Informal (COFOPRI). Se extiende por 14 800 hectáreas y se estructura en tres sectores: Campo Verde, Alianza y Santa Martha.

## Organización
El reconocimiento de la titulación de su territorio se regista en la R.M. 00906-86-AG/DGRA-AR de fecha 31 de octubre de 1986.La comunidad forma parte de la Federación Nativa de Comunidades Kakataibo (FENACOKA), a través de la cual participa de la Organización Regional AIDESEP Ucayali (ORAU) y en la Asociación Interétnica de Desarrollo de la Selva Peruana (AIDESEP).

## Amenazas actuales
En los últimos años, la comunidad nativa de San Martha ha experimentado un aumento alarmante en la presencia de cultivos ilegales de coca, la construcción de narcopistas y la proliferación de violencia criminal. Esta situación ha tenido consecuencias trágicas, con la pérdida de vidas de líderes indígenas y la deforestación de más de 200 hectáreas de bosques primarios, que han sido talados por invasores para establecer cultivos ilegales de coca y pozas de maceración. Además, la falta de especificación por parte del Estado de los puntos o coordenadas limítrofes en los títulos otorgados ha contribuido significativamente a esta crisis.